# Дрмич, Йосип
Йоси́п Дрмич (нем. Josip Drmić; 8 августа 1992, Бех, Швейцария) — швейцарский футболист, нападающий хорватского клуба «Динамо» (Загреб) и национальной сборной Швейцарии.

## Карьера

### Клубная
Дрмич начинал свою карьеру в «Цюрихе», где прошёл все юношеские команды. 6 февраля 2010 года он дебютировал в составе первой команды, выйдя на замену в матче против «Ксамакса». Свой первый гол в чемпионате Швейцарии Дрмич забил 4 февраля 2012 года в гостевом матче против «Люцерна» (1:1).
5 июля 2013 года Дрмич подписал контракт с «Нюрнбергом» до 2017 года. Дебютировал за новый клуб он уже в первом туре сезона в матче против «Хоффенхайма», выйдя на замену вместо Роберта Мака. В следующем туре Дрмич забил свой первый гол за «Нюрнберг» в матче против «Герты» (2:2).
12 мая 2014 года Дрмич перешёл в «Байер 04», подписав контракт на пять лет. Первый гол за «Байер 04» забил 21 сентября 2014 года в матче против «Вольфсбурга».
17 июня 2015 года Дрмич подписал контракт до 2019 года с мёнхенгладбахской «Боруссией».

### В сборной
В 2012 году Дрмич стал членом олимпийской сборной Швейцарии.
11 сентября 2012 года Дрмич дебютировал за главную сборную Швейцарии в матче против сборной Албании, выйдя на поле на 91-й минуте вместо Гранита Джаки. 5 марта 2014 года Дрмич забил свои первые два гола за национальную сборную в матче против сборной Хорватии.